# Galaktyka Gwiezdnych wojen

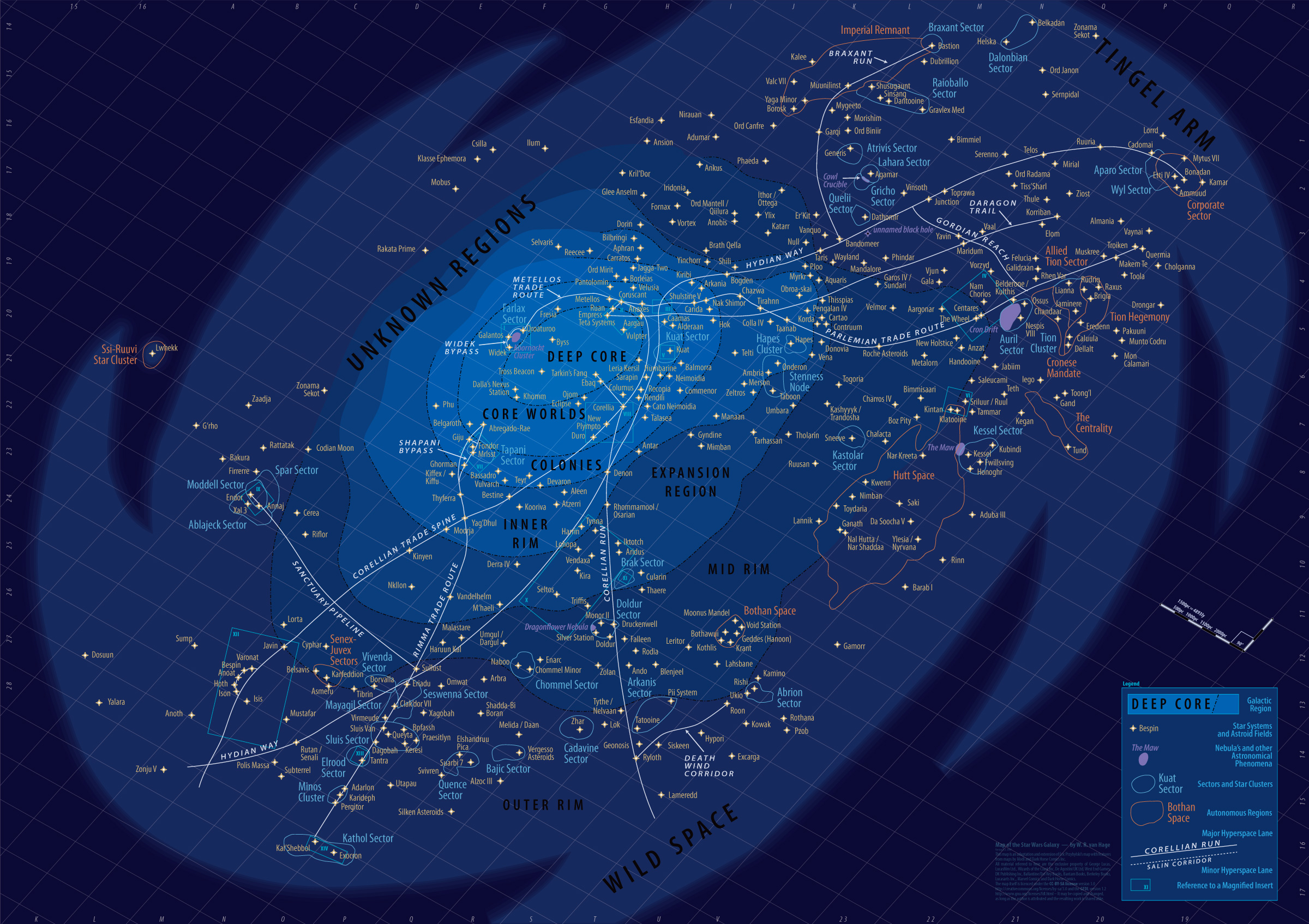
Wizualizacja Galaktyki Gwiezdnych wojen

Galaktyka Gwiezdnych wojen – fikcyjna galaktyka z uniwersum Gwiezdnych wojen George'a Lucasa. Nie miała nazwy własnej, lecz w świecie Gwiezdnych wojen zawsze funkcjonuje jako "Galaktyka".

## Charakterystyka
Galaktyka Gwiezdnych wojen liczyła ok. 13 mld lat i była olbrzymim i niezwykle bogatym układem związanych grawitacyjnie gwiazd, planet i innych ciał niebieskich. Powstała wokół supermasywnej czarnej dziury. Według znanych przedstawień, Galaktyka należała do typu galaktyk spiralnych bez poprzeczki. Jej dysk rozciągał się na 120 000 lat świetlnych, który tworzyło ok. 400 mld gwiazd. Poza jądrem, miała cztery główne ramiona: Ramię Bakchou, Ramię Ettarue, Ramię Południowe oraz Ramię Tingela.
Galaktyce towarzyszyło kilka mniejszych galaktyk. Najważniejszą z nich była nieregularna galaktyka karłowata Auresh (tzw. Labirynt Rishi), której fragmenty przejściowo wykorzystywali rebelianci podczas walki przeciwko Imperium Galaktycznemu. Ponadto, powyżej 150 000 lat świetlnych od Galaktyki, położone były też inne galaktyki karłowate: Cresh, Dorn, Esk, Forn i Grek. Były one jednak słabo poznane i niewiele o nich wiadomo.

## Astrografia
Galaktyka była domem dla miliardów stworzeń, w tym także dla wielu wysokorozwiniętych cywilizacji technicznych. Największym terytorium zarządzała Republika Galaktyczna. Historia jej powstania, rozwoju i ekspansji w Galaktyce, odzwierciedliła się w astrograficznym podziale tej ostatniej. Do głównych regionów Galaktyki należały (od środka ku zewnętrznej krawędzi).
- Głębokie jądro – najbardziej wewnętrzny, jasno oświetlony obszar przestrzeni, z gwiazdami, mgławicami i innymi anomaliami ściśniętymi na stosunkowo niewielkiej przestrzeni; był słabo zasiedlony ze względu na wynikające z tego wysokie poziomy promieniowania i brak stabilnych tras hiperprzestrzennych;
- Światy jądra – potężne i bogate planety o tysiącletniej historii, z których wiele jest członkami założycieli Republiki Galaktycznej (np. Coruscant, Corellia i Alderaan);
- Kolonie – pierwsze kolonie założone przez rodzącą się Republikę Galaktyczną w odległej przeszłości. Z czasem rozwinęły się prawie tak potężnie, jak same „światy rdzenia”, chociaż ich historia nie jest tak długa ani prestiżowa;
- Wewnętrzne Rubieże – pierwotny kraniec Republiki Galaktycznej, gdzie fale ekspansji zatrzymywały się na wiele pokoleń;
- Region ekspansji – położony pomiędzy „Wewnętrznymi rubieżami” a „Środkowymi rubieżami”, nazwany anachronicznie ze względu na rozpoczynającą się ponownie nową falę kolonizacji;
- Środkowe Rubieże – ogólnie uprzemysłowione, choć niezbyt ważne planety, ale bardziej rozwinięte niż prawdziwa „granica” na Zewnętrznych Rubieżach. Przykładami są planety Naboo i Kashyyyk.
- Zewnętrzne Rubieże – rozległy region obejmujący wszystkie zewnętrzne systemy gwiezdne aż do krawędzi Galaktyki (np. Tatooine, Hoth, Bespin, Mustafar). Jako ostatni region, do którego rozszerzyła się Republika, jest stosunkowo najsłabiej rozwinięty i stanowi luźną granicę kontroli i eksploatacji przez Republikę Galaktyczną.
- Dzika przestrzeń – układy gwiezdne znajdujące się poza Zewnętrznymi Rubieżami. Ponieważ „krawędź” Galaktyki nie jest ustaloną linią graniczną, ale skupiskiem gwiazd o malejącej częstotliwości. W przeciwieństwie do Zewnętrznych Rubieży, te nieliczne systemy na obwodzie Galaktyki nigdy nie zostały formalnie sporządzone na mapach, w tym regionie galaktyki leżała planeta kalee z której pochodził generał Grievous;
- Nieznane Regiony – położony umownie w "zachodnich" kwadrantach Galaktyki, przy czym im dalej ku „zachodowi” tym rejon ten był mniej zbadany. Nieznane Terytoria były m.in. domem dla pierwszej świątyni Jedi na Ahch-To, stamtąd pochodziła też rasa Chissów, z której wywodził się Wielki Admirał Thrawn. Resztki Imperium wycofały się tutaj po klęsce pod Endorem, przekształcając się w Najwyższy Porządek;
- Zachodnie Rubieże – niegdyś kontrolowane przez Republikę sektory, które graniczą z Nieznanymi Regionami galaktycznego „zachodu”. Zasadniczo podobne do Zewnętrznych Rubieży pod względem historii i rozwoju gospodarczego, jedyną różnicą jest to, że zamiast znajdować się na fizycznym krańcu Galaktyki, znajdują się na skraju eksploracji galaktyki w „zachodniej” części Republiki. Znajdowała się tam m.in. pustynna planeta Jakku, na której wychowała się Rey Palpatine/Skywalker.

Ponadto istniały też mniej formalne rejony, kontrolowane przez siły inne od republikańskich. Były to przede wszystkim:
- Przestrzeń Mandaloriańska – technicznie była położona na Zewnętrznych Rubieżach, ale stosunkowo blisko granicy ze Środkowymi Rubieżami (w pobliżu Kashyyyku), na galaktycznym „północnym wschodzie”. Jej sercem była planeta Mandalore, stolica imperium mandaloriańskiego, którzy należeli do najgroźniejszych przeciwników Republiki i zakonu Jedi;
- Przestrzeń Huttów – była to dość duży połać przestrzeni wzdłuż „wschodniego” kwadrantu płaszczyzny galaktycznej, formalnie na granicy pomiędzy Środkowymi i Zewnętrznymi Rubieżami. Huttowie rządzili tam kleptokratycznym pseudo-państwem mafijnym. Mimo wewnętrznych podziałów i rywalizacji kilku głównych klanów, zasoby i władza Huttów były na tyle potężne, że zarówno Republika, jak i Imperium Galaktyczne nigdy nie zadały sobie trudu, by je podbić;
- Imperium Sithów / Światy Sithów – umowna przestrzeń w Zewnętrznych Rubieżach, na której powstało i rozwijało się państwo Sithów, głównych wrogów Republiki i rycerzy Jedi. Do jej macierzystych światów należała planeta Korriban.